# Ferenc Molnár

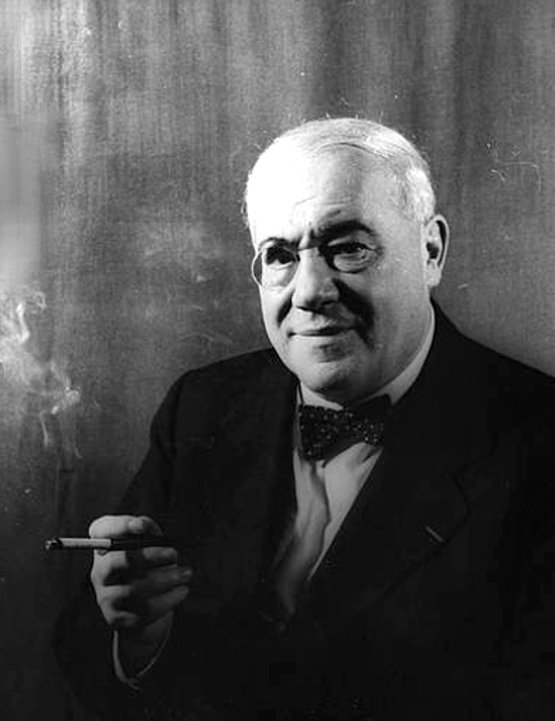
Ferenc Molnár, foto Carl Van Vechten, 1941

Ferenc Molnár, pseudoniem voor Ferenc Neumann (Boedapest, 12 januari 1878 - New York, 1 april 1952), was een Hongaars roman- en toneelschrijver.

## Leven en werk
Molnár was de zoon van een Joodse arts. Hij studeerde een poosje rechten, maar gaf zijn studie op voor de journalistiek. In 1938 emigreerde hij vanwege zijn Jood zijn naar de Verenigde Staten.
Molnar wordt vooral gezien als een belangrijk vertegenwoordiger van het naturalistische toneel. Zijn taal is over het algemeen eenvoudig en geestig, maar kent een geraffineerde techniek. Molnár hechtte veel aan het neerzetten van een groots schouwspel, met flitsende dialogen, veel actie, maar ook met psychologische diepgang en aanwending van suggestieve elementen. Vaak beperken zijn drama’s zich tot twee à drie personen. De dialoog komt direct voort uit de situaties, hetgeen kan worden gezien als een reactie op het statische drama van de 19e-eeuwse.
De bekendste drama’s van Molnár zijn Az Ördög (1907, De Duivel, een cynisch stuk spelend in de society van Boedapest), Liliom (1909, een mysteriespel uit de sloppen) en A hattyú (1915, De Zwaan, in de jaren vijftig verfilmd met Grace Kelly  in de hoofdrol).
De bekendste roman van Molnár is A Pál utcai fiúk (1907, De jongens van de Pálstraat, een soort West Side Story in Boedapest, later bewerkt tot een der eerste grote Hongaarse films). Ook schreef hij diverse veelgeprezen schetsen en verhalen.
Vanaf 1940 schreef Molnár in het Engels. Veel van zijn werk werd ook in het Nederlands vertaald.